# Simone Brand

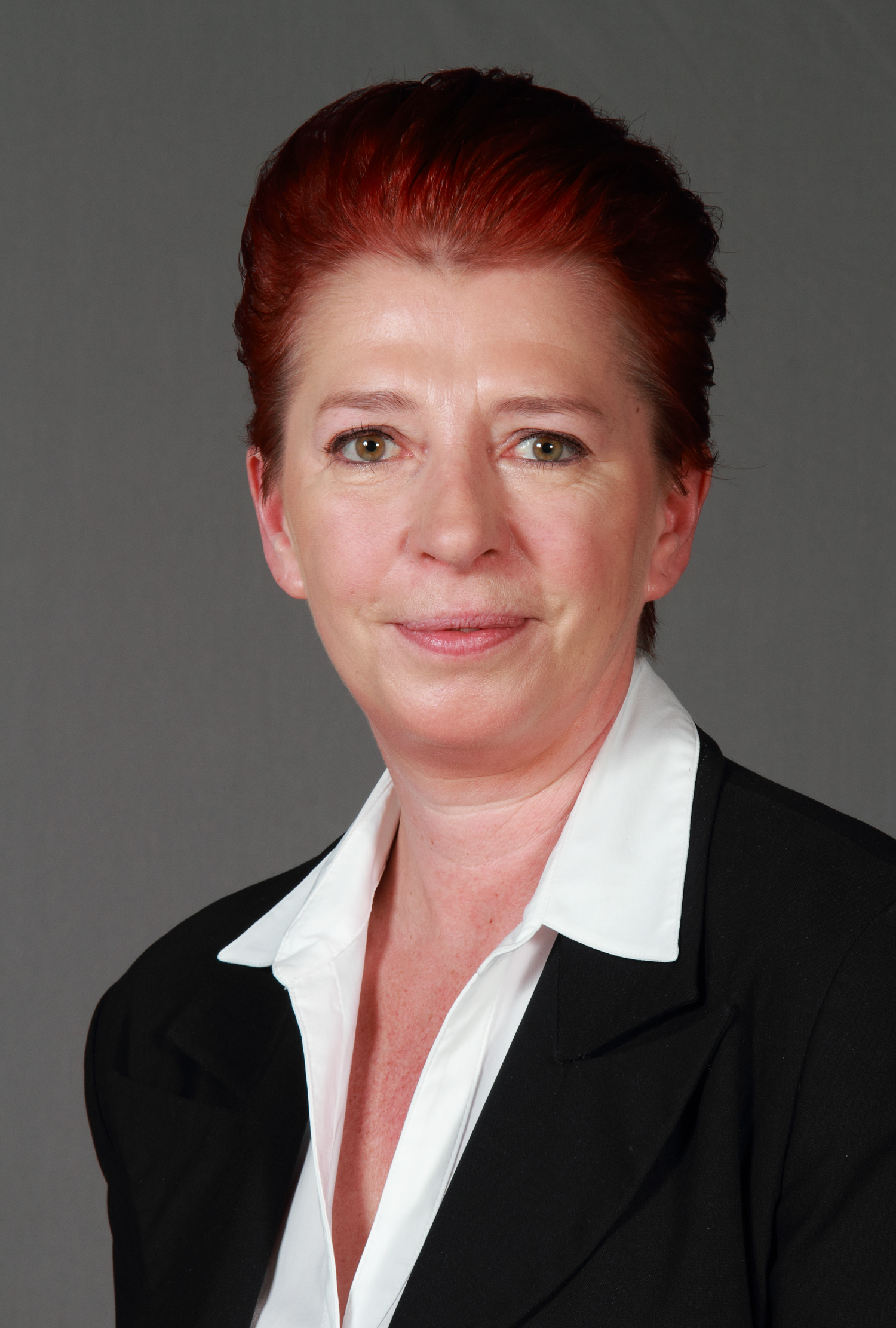
Simone Brand

Simone Brand (* 14. November 1967 in Bochum) ist eine deutsche Politikerin der Piratenpartei.

## Leben
Brand ist Tochter eines Diplom-Ingenieurs und gelernte Industriekauffrau. Sie studierte nach der Ausbildung zunächst Betriebswirtschaft, wechselte den Studiengang aber und wurde Diplompsychologin. Dann arbeitete sie zunächst im Bereich Qualitätsmanagement und Training. Seit 2005 arbeitete sie als leitende Angestellte bei der Faber Lotto-Service GmbH.

## Politik
Im Jahr 2009 trat Simone Brand der Piratenpartei bei und gründete den Kreisverband Bochum. Bereits bei der Landtagswahl in Nordrhein-Westfalen 2010 kandidierte sie auf Platz 4 der Landesliste. Sie wurde am 13. Mai 2012 auf Platz 5 der Landesliste der Piratenpartei Nordrhein-Westfalen bei der Landtagswahl in Nordrhein-Westfalen 2012 in den Landtag von Nordrhein-Westfalen gewählt. Dort war sie stellvertretende Fraktionsvorsitzende. Sie war integrationspolitische und verbraucherschutzpolitische Sprecherin ihrer Fraktion, Mitglied im Kuratorium der Kunststiftung NRW sowie im Kuratorium des Zentrums für Türkeistudien und Integrationsforschung. Sie war Mitglied im Ausschuss für Klimaschutz, Umwelt, Landwirtschaft, Natur und Verbraucherschutz sowie im Integrationsausschuss. Außerdem war sie Sprecherin ihrer Fraktion im Untersuchungsausschuss Silvester-Übergriffe des Landtages. Durch das Scheitern der Piraten an der 5-%-Hürde bei der Landtagswahl 2017 schied sie aus dem Landtag aus.